# 12 بي/بونز بروكس
مذنب 12P/Pons–Brooks "بونس بروكس 12p" أو ما يطلق عليه «مذنب الشيطان» هو مذنب دوري ذو فترة مدارية تبلغ 71 عامًا. وهو أحد ألمع المذنبات الدورية المعروفة، ويصل إلى قدر بصري مطلق يبلغ تقريباً 5 عند اقترابه من الحضيض الشمسي. اُكْتُشِف المذنب بونس بروكس 12p بشكل قاطع في مرصد مرسيليا في يوليو 1812 من قبل  جان لويس بونس، وفي ظهوره التالي في عام 1883 من قبل  ويليام روبرت بروكس. هناك سجلات قديمة للمذنبات التي يشتبه في أنها كانت ظهورات لـبونس بروكس 12p. 
كان آخر مرور لبونس بروكس 12p في 21 أبريل 2024، وكان أقرب اقتراب من الأرض 1.55 وحدة فلكية (232 مليون كم) في 2 يونيو 2024. ومن المتوقع أن يسطع المذنب إلى  قدر ظاهري يبلغ تقريباً 4.5 درجة. يقدر قطر نواة المذنب بحوالي 30 كم، على افتراض أنه لم ينتج الكثير من الغبار والغاز خلال القياسات الضوئية لعام 2020.[1]